# NICK Comedy
NICK Comedy war eine vom 12. September 2005 bis 3. Juni 2006 gesendete Programmschiene innerhalb des Fernsehsenders NICK, welche von der Viacom-Tochter MTV Networks Europe täglich von 21:15 Uhr (am Wochenende ab 20:15 Uhr) bis 03:00 Uhr betrieben wurde. Die Programmschiene entsprach dem ebenfalls von Viacom betriebenen britischen Fernsehsender Paramount Comedy, wobei man in Deutschland darauf verzichtet hatte, eine auf dem deutschen Fernsehmarkt eher unbekannte, neue Viacom-Marke einzuführen, sondern auf die etabliertere Marke Nickelodeon zurückgriff. Die Zielgruppe waren die 14- bis 49-Jährigen. Einige Formate von NICK Comedy kehrten mit dem am 15. Januar 2007 gestarteten Sender Comedy Central Deutschland wieder auf die deutschen Fernsehbildschirme zurück. 
2008 war bei Nick eine ähnliche Programmschiene unter dem Namen Nick nach acht zu sehen.

## Gründe zum Programmschienenstart
Es gab mehrere Gründe, einen Comedy-Nachtblock auf Nick einzuführen. Zum einen stand das Programm Comedy Central Deutschland zu dieser Zeit noch nicht zur Verfügung, was zum einen daran lag, dass noch nicht alle rechtlichen Aspekte der Übernahme der Viva Media AG (der Muttergesellschaft von Viva Plus, dem Programm, das später durch Comedy Central Deutschland ersetzt werden sollte) durch die Muttergesellschaft von Nick, Viacom, abgeklärt waren; zu anderen wollte man für Comedy Central Deutschland auch eine Reihe von eigenen Sendungen in Deutschland produzieren, welche zu diesem Zeitpunkt noch nicht fertig waren. Ein weiterer Grund für den Comedy-Nachtblock auf Nick war, dass die Zielgruppe der Kindersendungen von Nick i. d. R. abends nicht mehr vor dem Fernseher sitzt; das Publikum von amerikanischen Comedyserien dagegen schon. Zum dritten strahlt auch das US-Nickelodeon seit 1985 nachts Comedyserien aus, dort unter der Marke Nick at Nite. Nick at Nite und Comedy Central unterscheiden sich in den USA vor allem dadurch, dass auf Nick at Nite vor allem eingekaufte alte Comedyserien der großen US-Fernsehgesellschaften laufen, während Comedy Central vor allem aktuelle Eigenproduktionen sendet.

## Sendungen bei NICK Comedy
- Coupling – Wer mit wem?
- Dharma & Greg
- Ein Trio zum Anbeißen
- Girlfriends
- Jack & Jill
- Just for Laughs – Die Lachattacke
- My Family
- NewsRadio
- Smack the Pony
- Susan
- Trigger Happy TV
- Veronica
- Verrückt nach Dir
- Eine schrecklich nette Familie (Staffel 10, Folge 20)